# Rufina
Rufina és un municipi de la ciutat metropolitana de Florència, a la regió italiana de la Toscana, situat uns 20 km a l'est de Florència. L'1 de gener de 2018 tenia 7.266 habitants.
Rufina limita amb els municipis de Dicomano, Londa, Montemignaio, Pelago, Pontassieve i Pratovecchio.

## Llocs d'interès
- Església de Santo Stefano, a Castiglioni, un complex arquitectònic format per diversos edificis que inclouen una església i un campanar. L'interior de l'església està dividit en una nau principal i dues naus laterals.
- Església de Santa Maria, a Falgano.
- Pieve de San Bartolomeo, a Pomino.
- Església de Santa Maria del Carmine ai Fossi.
- Villa di Poggio Reale, una residència del segle xvi que actualment acull esdeveniments i conferències. Una avinguda amb xipresos condueix fins a la façana de la villa, on Leopold II, gran duc de Toscana, hi va romandre el 1829.